# Jacques Prévert
Jacques Prévert [prevér] (4. února 1900 Neuilly-sur-Seine – 11. dubna 1977 Omonville-la-Petite) byl francouzský básník, scenárista a výtvarník.

## Život

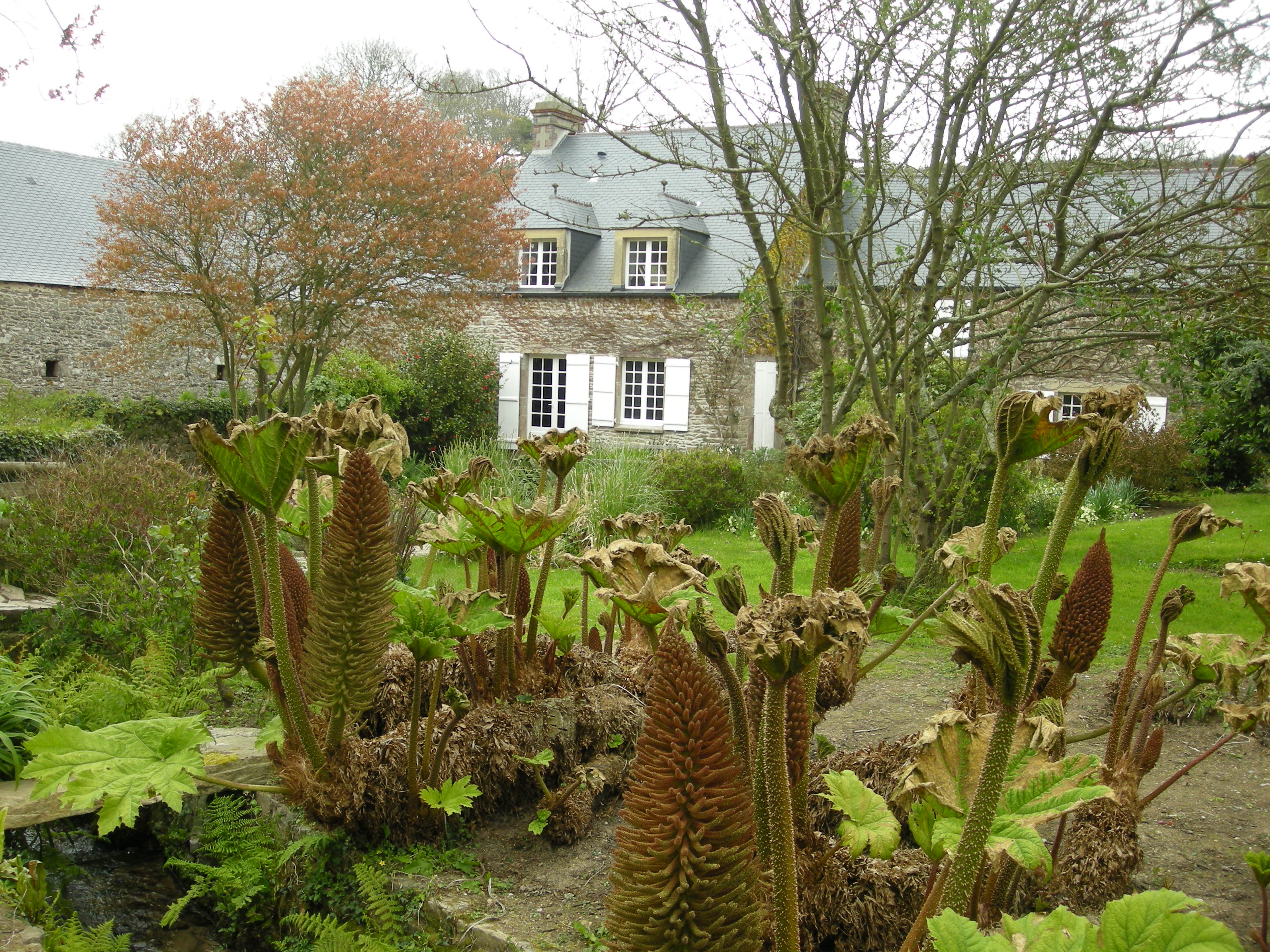
Prévertův dům v Omonville-la-Petite v Normandii

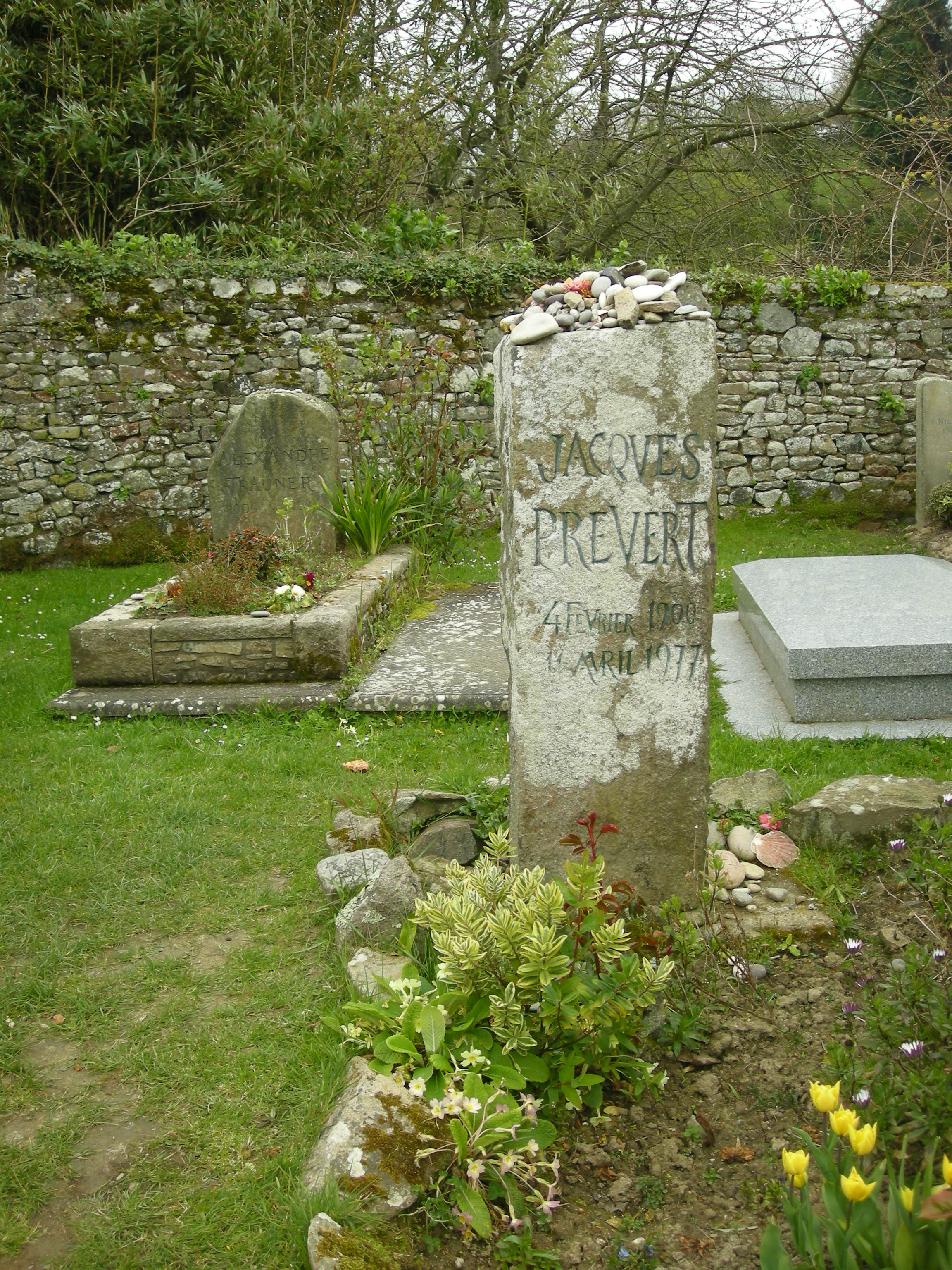
Prévertův hrob

Jacques Prévert trávil své dětství v Paříži od roku 1907. Se svým otcem, divadelním kritikem, navštěvoval často divadelní představení. Matka ho od mládí vedla k četbě. Po ukončení základní školy pracoval ve velkoobchodě Le Bon Marché. V roce 1918, již po skončení první světové války, byl nucen nastoupit vojenskou službu a byl odveden na Blízký východ.
Po návratu spolupracoval se surrealistickým hnutím, například po boku Raymonda Queneaua nebo Marcela Duhamela. Prévert byl však příliš svobodného a nezávislého ducha, aby sem mohl stát opravdovým členem jakékoli organizované skupiny.
V roce 1928 založil se svým bratrem Pierrem produkční dům a stal se scenáristou a autorem dialogů mnoha velkých francouzských filmů čtyřicátých let. V roce 1932 začal psát texty k písním (převážně k šansonům), které od roku 1933 zhudebňoval geniální Joseph Kosma (např. Mrtvé listí – Des feuilles mortes). Prévert byl rovněž autorem mnoha divadelních her.
Vydáním své sbírky Slova (Paroles) dosáhl obrovského úspěchu. Stal se čestným členem Kolegia patafyziky (Collège Pataphysique), založeného na popud zakladatele patafyziky a moderní dramatické tvorby, Alfreda Jarryho. Pes Jacquesa Préverta, briard jménem Ergém, byl zvolen satrapou kolegia současně se svým pánem, dne 11. května 1953.

### Manželství a lásky
Byl dvakrát ženat. 30. dubna 1925 se oženil se svou přítelkyní z dětství, Simone Geneviève Dienneovou, s níž se rozvedl v roce 1935. V roce 1936 měl milostný vztah s herečkou Jacqueline Laurentovou, poté s patnáctiletou herečkou Claudií Emanuelli, známou pod jménem Claudy Carter. V roce 1943 se oženil s Janine Fernande Tricotetovou (1913-1993), studentkou taneční školy Georgese Pomièse, s níž měl dceru Michèle (1946). Vnučka Eugénie Bachelot-Prévertivá spravuje literární pozůstalost svého dědečka.

### Onemocnění a smrt
V roce 1948 vypadl na místě, kde byl dříve instalován kulomet, z francouzského okna domu. Ocitl se na několik dní v těžkém kómatu. Zranění mu způsobilo vážné neurologické následky.
Zemřel o tři desítky let později na následky rakoviny plic. Neodmyslitelná cigareta se mu tak stala osudnou.
Je pohřben na venkovském hřbitově v Omonville-la-Petite v Normandii, nedaleko svého domu, v němž prožil mnoho let.

## Dílo
Jacques Prévert byl ovlivněn surrealismem, jeho básně se v některých ohledech podobají lidové písňové tvorbě.

### Literární tvorba
Jeho dílo má obrovskou zásluhu na rozšíření zpívané poezie, jelikož zastával názor, že poezie je řeč, která zpívá („la langue qui chante“).
Motivy čerpal především ze života prostých lidí a zpracovával je dvojím způsobem: vytvářel příběh, nebo enumerativní řady.
Stal se velmi oblíbeným básníkem, v jeho poezii se často objevuje (často černý) humor.
- Slova (Paroles), 1946 vtipné verše francouzskému šansonu. Dílo bylo zařazeno mezi 100 nejdůležitějších knih 20. století podle francouzského deníku Le Monde
- Příběhy, 1946
- Déšť a pohoda, 1955
- Haraburdí, 1965
- Věci a jiné, 1972

### Filmová tvorba
Zhruba od roku 1935 se zabýval filmovou tvorbou – jako scenárista
- Směšné drama
- Nábřeží mlh

- Děti ráje
- Milenci z Verony
- Zvoník od Matky Boží
- Návštěva z temnot
- Brány noci

Dokumentárních tvorba:
- Setkání Seiny s Paříží

Animovaný film:
- Cínový vojáček
- Pastýřka a kominík

### Česky vyšlo
- Jen tak, 1957, dle tiráže 1958 SNKLHU, Praha
- Není se čeho bát, 1963 SNKLU, Praha
- Divadelní hříčky: Výběr dramatických útvarů ze sbírek Spectacle a La Pluie et le Beau Temps – 1967 Orbis, Praha
- Lvíček, 6/1979 Světová literatura z francouzštiny přeložil Vladimír Brett
- Jsem, jaký jsem, Československý spisovatel, Praha české vydání r. 1983 (1. české vydání), dílo s autorovými vlastními ilustracemi, autoři českého překladu: Karel Sýs, Marie Bieblová, Jan Cimický, František Hrubín, Vladimír Mikeš, Petr Skarlant, Jiří Žáček
- Pohádky pro nehodné děti, (Contes pour enfants pas sages) Albatros, Praha, české vydání r. 1985 (1. české vydání), z francouzštiny přeložili Adolf Kroupa a Helena Kroupová
- Velké trojhvězdí [ Guillaume Apollinaire, Paul Éluard, Jacques Prévert ], české vydání 1986 Mladá fronta, Praha, autory českého překladu jsou: Karel Sýs, Kamil Mařík, Petr Skarlant, Jiří Žáček
- Pro tebe, má lásko, české vydání r. 1997, 2002 Mladá fronta, Praha, ISBN 80-204-0671-9, Antalogie prévertovských překladů od prvních průkopnických, o něž se zasloužil zasvěcený znalec básníkova díla Adolf Kroupa, až po převody nejmladší. Na překladu se dále podíleli Karel Sýs, Jiří Žáček aj.
- 'Slova 2000, 2004 Akropolis, Praha, ISBN 80-85770-86-5, české vydání r. 2000 (1. české vydání). Sbírka, která ve Francii vyšla v roce 1945 a od té doby její náklad překročil několik milionů výtisků, vznikala původně jako texty k písním, jako verše určené k předčítání v literárních kabaretech, veršované příběhy do nočních klubů za doprovodu hudby, řada těchto textů zlidověla díky podání známých šansoniérů, jako byli např. Édith Piaf, Marlene Dietrich, Yves Montand, Juliette Greco aj. Jedná se o vůbec první kompletní překlad proslulé básnické sbírky do češtiny (doposud z ní u nás vycházely pouze výbory), vydaný ke 100. výročí narození tohoto básníka
- Nadosmrti dítětem, 2004 Prospektrum, Praha, ISBN 80-7175-004-2, autor českého překladu Karel Sýs.
- Jen tak, české vydání r. 1957, správně dle tiráže 1958 (1. české vydání) z francouzštiny přeložil Jan Vladislav
- Není se čeho bát, české vydání r. 1963 (1. české vydání) z francouzštiny přeložili František Bárta, František Hrubín, Adolf Kroupa, Jan Vladislav.
- Divadelní hříčky: Výběr dramatických útvarů ze sbírek Spectacle a La Pluie et le Beau Temps, české vydání r. 1967 (1. české vydání). Z francouzštiny přeložil a doslov napsal Jiří Konůpek. Autor obálky Jana Sigmundová

- Osamostatněný soubor dramatického díla (Roura k rouře pasuje, Transcen dance, Věž, Paříž se baví, Tři hlavní ctnosti, Návrat domů, Sláva ve Versaillích, Ušlechtilá mluva, V rodině, Na palubě před bitvou, Bitva u Fontenoy, Divotvorný obraz, Příchody a odchody) francouzského básníka, autora písňových textů a filmového scenáristy, vytěžený z jeho básnických sbírek. Humorné scénky, pracující s realitou i absurditou a zaměřené proti náboženství, oficírské domýšlivosti, pedanterii, byrokratismu, politické rétorice a přepjatému patriotismu